# Docking (miejscowość)
Docking – wieś w Anglii, w hrabstwie Norfolk, w dystrykcie King’s Lynn and West Norfolk. Leży 55 km na północny zachód od Norwich i 164 km na północ od Londynu.
Miejscowość liczy 1150 mieszkańców.